# Видовдански гласник
Видовдански гласник је часопис за књижевност и културу који излази у Грачаници у оквиру Видовданског песничког причешћа. Покренут је 1990. године. Издавач је Дом културе у Грачаници. Осим што доноси књижевне текстове учесника песничке манифестације поводом Видовдана, као и награђених аутора, Видовдански гласник објављује и текстове из културне историје Срба на Косову и Метохији, као и текстове који су везани за данашњи живот у овој српској покрајини. Видовдански гласник нема сталног главног уредника, већ се у уређивању смењују књижевници и културни радници с Косова и Метохије.